# Shades (album de JJ Cale)
Pour les articles homonymes, voir Shade.
Albums de JJ Cale
5
(1976) Grasshopper
(1982)
Singles
1. Carry On
Sortie : 1981
2. Mama Don't
Sortie : 1981

Shades est le 6e album studio de JJ Cale.  Il est paru en février 1981 sur le label Mercury Records et a été produit par Audie Ashworth & J.J. Cale. 

## Historique
Cet album, comme les précédents, fut enregistré dans plusieurs studios différents du Tennessee et de Californie.
Carry On et Cloudy Day (instrumental) sont les titres phares de l'album. Mama Don't a été repris par Francis Cabrel avec le titre  Madame n'aime pas sur l'album Des roses et des orties.
Il se classa à la 110e place du Billboard 200 aux États-Unis en mars 1981. C'est en France, qu'il obtint son meilleur classement, une 2e place dans le classement des meilleurs vente de disques.
Il se classa à la 136e place du Billboard 200 aux États-Unis en septembre 1979. C'est en France, qu'il obtint son meilleur classement, une 7e place dans le classement des meilleurs vente de disques.

## Titres
- Tous les titres sont signés par JJ Cale.

Face 1
| No | Titre                    | Lieu d'enregistrement           | Durée |
| -- | ------------------------ | ------------------------------- | ----- |
| 1. | Carry On                 | Capitol Studios, Hollywood, CA  | 2:18  |
| 2. | Deep Dark Dungeon        | Columbia Studios, Nashville, TN | 2:09  |
| 3. | Wish I Had Not Said That | The LakeHouse, Old Hickory, TN  | 3:22  |
| 4. | Pack My Jack             | Capitol Studios                 | 5:12  |
| 5. | If You Leave Her         | Woodland Studios, Nashville, TN | 2:41  |

Face 2
| No  | Titre              | Lieu d'enregistrement             | Durée |
| --- | ------------------ | --------------------------------- | ----- |
| 6.  | Mama Don't         | Columbia Studios                  | 3:48  |
| 7.  | Runaround          | Capitol Studios                   | 2:41  |
| 8.  | What Do You Expect | Paradise Studios, Hollywood, CA   | 3:21  |
| 9.  | Love Has Been Gone | Bradley's Barn, Mt.Juliet, TN     | 2:12  |
| 10. | Cloudy Day         | Crazy Mamas Studio, Nashville, TN | 5:24  |

## Musiciens
- JJ Cale : guitares, chant, batterie, arrangements, piano, basse
- Christine Lakeland : synthétiseur, piano, orgue, percussions, guitare, chant, Moog basse, claviers
- Tommy Tedesco ; Gordon Shrycock ; Reggie Young ; James Burton sur Pack My Jack ; Bill Boatman ; Johnny Christopher: guitares
- Tommy Cogbill : guitare, basse
- Nick Rather, Emory Gordy, Carol Kaye, Michael Rhodes : basses
- Jim Keltner, Gary Allen, Hal Blaine, Hayword Bishop, Kenny Buttrey, Karl Himmel, Russ Kunkel : batterie
- Larry Bell , David Briggs, Glen D. Hardin : clavier, piano
- Leon Russell (titre 8), Bill Payne : piano
- Bobby Emmons : orgue, piano, clavier
- Denis Solee : saxophone

## Charts
Album
| Pays             | Durée du classement | Meilleur classement |
| ---------------- | ------------------- | ------------------- |
| Allemagne        | 11 semaines         | 37e                 |
| Canada           | 6 semaines          | 46e                 |
| États-Unis       | 7 semaines          | 110e                |
| France           | 45 semaines         | 2e                  |
| Norvège          | 17 semaines         | 8e                  |
| Nouvelle-Zélande | 9 semaines          | 10e                 |
| Pays-Bas         | 13 semaines         | 21e                 |
| Royaume-Uni      | 7 semaines          | 44e                 |
| Suède            | 5 semaines          | 8e                  |
| Suisse           | 2 semaines          | 18e                 |

Single
| Année | Single     | Chart   | Durée du classement | Position |
| ----- | ---------- | ------- | ------------------- | -------- |
| 1981  | "Carry On" | Top 100 | 10 semaines         | 38e      |